# E-ticket
Een e-ticket of online ticket is een toegangs- of vervoerbewijs dat via het internet besteld en geleverd wordt. Er zijn e-tickets voor onder meer bioscopen, attractieparken, vliegreizen en treinreizen.
Een van de varianten is het homeprintsyseem. Nadat men op de website de gegevens van de reis heeft ingevuld en de prijs heeft betaald, ontvangt men een link naar een webpagina of PDF-bestand, vaak met een 1D- of 2D-streepjescode erop (2D-versies zijn onder andere de Aztec-code en de QR-code). Dat bestand of die pagina moet worden afgedrukt en is geldig als vervoerbewijs. Vaak is alleen deze papieren afdruk geldig, niet een bestand in een mobiele telefoon, ook niet als het op het scherm zichtbaar te maken is, en niet een bestand op een andere gegevensdrager. Bij het controlepunt zijn meestal ook geen faciliteiten om het alsnog te printen. Het formaat van de afdruk kan ook voorgeschreven zijn. Meestal is het e-ticket in zwart-wit, maar als het in kleur is mag het vaak ook in zwart-wit worden afgedrukt. Als men geen printer heeft kan men het bestand tegen betaling in sommige bibliotheken en internetcafés afdrukken. Soms kan men het ticket zelf scannen; men heeft dan alleen een afdruk van de streepjescode nodig, en als men die niet heeft is in dit geval mogelijk een schermweergave op een mobiele telefoon wel voldoende. Soms volstaat het om het nummer van het e-ticket te weten, en kan men daarmee aan de kassa terecht.
Een andere variant is mobile ticketing. Men ontvangt dan, bijvoorbeeld per SMS, een digitaal ticket op zijn mobiele telefoon met hierin een 2D-streepjescode. Bij de entree toont men deze op zijn mobiele telefoon, en wordt de code door middel van een scanner gecontroleerd, waarna toegang wordt gegeven. Een voordeel is dat men geen printer nodig heeft. Wel moet men uiteraard zorgen dat de batterij van de mobiele telefoon niet leeg is.

## Controle
Een e-ticket kan meermalen worden afgedrukt, of gekopieerd. Controle is dus nodig opdat deze exemplaren niet worden gebruikt door meerdere personen, of meerdere keren door één persoon. Daarnaast moet het fabriceren van een vals ticket (bijvoorbeeld door iets te veranderen aan een echt ticket) en/of het gebruiken daarvan moeilijk gemaakt worden; anders dan bij andere documenten kunnen papiersoort, inktkleur en dergelijke immers variëren; soms dient zelfs een e-mail als e-ticket, dan kan ook de opmaak en het lettertype variëren.
Bij iets eenmaligs kan onrechtmatig gebruik door meerdere personen tegengegaan worden doordat het e-ticket op naam is gesteld, en men zich moet kunnen legitimeren.
Daarnaast kan er bij de controle verbinding zijn met een database die bijhoudt of het ticket al gebruikt is. Om het invoeren van de gegevens te vergemakkelijken wordt de streepjescode gescand.
Het fabriceren van een vals ticket (waaronder het construeren van het ticket van een ander zonder diens medewerking) wordt lastiger als de streepjescode een lang nummer (en eventueel andere gegevens) representeert, waarbij een potentiële fraudeur niet weet welke nummers geldig zijn (net als bij opwaardeercodes voor beltegoed), en/of welke afbeelding hoort bij een bepaalde combinatie van gegevens.

## Trein in Nederland
Een e-ticket wordt onder andere toegepast door de Nederlandse Spoorwegen en is ook geldig op andere spoorbedrijven in Nederland. Het staat op naam, en de gebruiksdatum staat er op, en een Aztec-code. Er staat ook een afbeelding op waarin de naam en de datum verwerkt zijn, zodat deze moeilijk met fotoshoppen veranderd kunnen worden. Bij de controle wordt geen verbinding gemaakt met een database die bijhoudt of het ticket al gebruikt is. De mogelijkheid van onrechtmatig gebruik blijft echter beperkt tot het meermalen door dezelfde persoon reizen op hetzelfde traject op dezelfde dag, terwijl de reis maar eenmaal betaald is.
Sinds 9 juli 2014 is het niet meer mogelijk om een e-ticket voor een reguliere enkele reis of retour met korting aan te schaffen, behalve voor Grensabonnementhouders buiten hun vaste traject, en tijdelijk tijdens de uitfasering voor houders van de nog bestaande Jaartrajectabonnementen. Wel blijft de Railrunner ook als e-ticket verkrijgbaar. Ook blijft het zo dat speciale aanbiedingen vaak met e-ticket gaan.
Voor wie in de spits reist, maar niet zoveel dat bijvoorbeeld Altijd Voordeel of Traject Vrij voordeliger is dan gewoon vol tarief betalen, en het geen bezwaar vindt om thuis de trajecten die in de spits zullen worden afgelegd al vast te leggen, en geen OV-chipkaart wil gebruiken wegens de kosten van de kaart, en/of omdat het benodigde minimumsaldo hoger is dan de prijs van de betreffende reis, en/of omdat men het dan op de kaart overblijvende saldo niet gelijk zomaar terugkrijgt, is het e-ticket het gunstigst, want bij een eenmalige chipkaart betaalt men bij een enkele reis of retour een toeslag. Dit geldt ook voor wie in de daluren reist, maar zo weinig dat zelfs Dal Voordeel niet voordelig is. De leus "Vanaf 9 juli checkt iedereen in en uit" is op een flinke groep reizigers niet van toepassing.

### Restitutie
In verband met de genoemde beperking bij de controle kan de prijs van een e-ticket niet worden gerestitueerd, en kan een e-ticket niet worden gewijzigd/geruild, zelfs niet voorafgaand aan de geldigheidsdatum.
Bij vertraging kan men echter, net als bij gewone vervoerbewijzen, restitutie vragen.

### Verzilveren van een couponcode
Als een aanbieding bestaat uit een aantal e-tickets voor nader te kiezen data dan krijgt men na betaling van NS couponcodes, die een voor een kunnen worden "verzilverd", dat wil zeggen, worden omgezet in een e-ticket.

### Hybride systeem
Soms moet men naar de fysieke winkel om een voucher te kopen en dan op een (niet in de winkel beschikbare) computer met printer de voucher verzilveren (omzetten in een e-ticket). Dit systeem wordt soms toegepast bij een voordelige aanbieding, die de moeite van de omslachtige methode waard kan zijn, zoals een goedkope dagkaart voor de trein bij Albert Heijn.

## Internationaal treintraject
Een e-ticket is soms veel duurder dan een kaartje bij de NS-kaartautomaat. Zo kost een enkele reis Bad Bentheim(Gr) - Bad Bentheim als e-ticket € 6 en  bij de NS-kaartautomaat € 2,40.
In februari 2015 heeft de NS digitale treinkaartjes geïntroduceerd, waardoor reizigers geen ticket meer uit hoeven te printen. In plaats daarvan kunnen reizigers die online een ticket hebben gekocht hun treinkaartje via een smartphone laten zien. De daarvoor benodigde smartphone-app is al meer dan 100.000 keer gedownload. De digitale treinkaartjes zijn alleen beschikbaar voor internationale treinreizen naar bijvoorbeeld Parijs.

## Verschillende codes
Op een E-ticket kan een van de onderstaande codes worden afgebeeld;

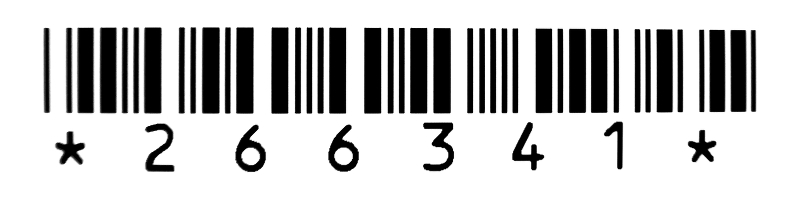
Voorbeeld streepjescode Code 39
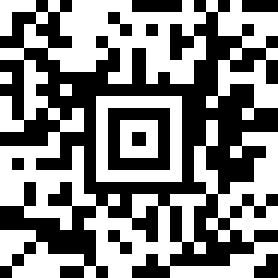
Voorbeeld Aztec-Code
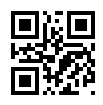
Voorbeeld QR-Code